# Oshiroi
Oshiroi es una base de maquillaje en polvo utilizada tradicionalmente por actores de kabuki, geishas y sus aprendices. La palabra oshiroi significa literalmente "polvo blanco" y se pronuncia como la palabra para blanco (shiroi) con el prefijo honorífico o-.
Cuando lo usan geishas y maiko, oshiroi se destaca por cubrir solo parcialmente la nuca, ya que una nuca descubierta se consideraba tradicionalmente erótica en la cultura japonesa.

## Descripción
Oshiroi se aplica tradicionalmente sobre una base de dos tipos de cera que se utilizan como base: ishineri se aplica en las cejas, mientras que bintsuke (cera facial) se aplica para cubrir el resto de la cara y el cuello. La parte superior de la espalda también está cubierta si el usuario va a vestir un kimono susohiki ("falda trasera"), donde se verá la mitad superior del cuello.
El oshiroi se mezcla con agua antes de aplicarlo con una brocha ancha y plana sobre el cuello, la cara y la espalda. El oshiroi se debe mezclar cuidadosamente con agua para lograr la consistencia adecuada, y puede ser difícil de lograr, ya que el oshiroi que tiene demasiada humedad no se aplicará suavemente en la cara, y el oshiroi que tiene muy poca se agrietará y posiblemente se caerá cuando se usa. .
Oshiroi se pinta directamente sobre las cejas, y el ishineri proporciona una superficie lisa sobre las cejas para pintar. Luego, la cara se empolva con polvo de arroz, antes de dibujar los detalles alrededor de los ojos, las cejas y la boca.

## Aplicación

### Geisha Ymaiko

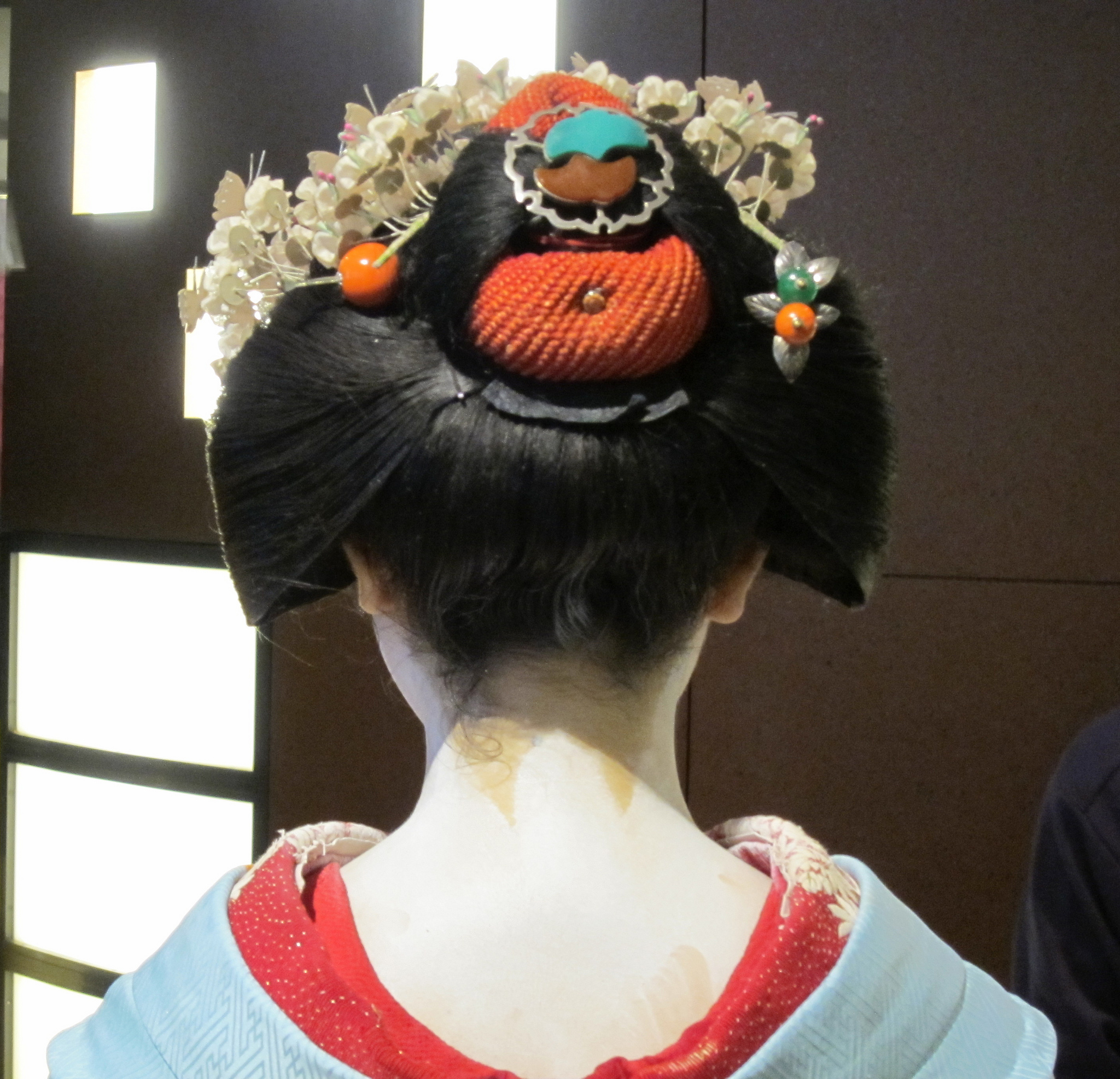
Maiko Katsune vistiendo oshiroi alestilo eri-ashi

Tanto para las geishas como para las maiko, la aplicación de oshiroi varía según la ocasión, el uso y, a veces, la región.
Tanto las geishas como las maiko usan oshiroi en la cara y el cuello, pero la aplicación en la nuca difiere según la ocasión. Para la mayoría de las situaciones, se usa un patrón conocido como eri-ashi (襟 足, literalmente, 'rayas en el cuello'), que forma dos rayas triangulares de piel sin pintar desde la nuca hacia abajo. Para ocasiones formales, se utiliza un patrón de tres franjas conocido como sanbon-ashi (三本足, lit.  'tres franjas puntiagudas').
Eri-ashi se puede pintar a mano alzada con un pincel más pequeño, pero sanbon-ashi generalmente se pinta con una plantilla. Tanto las geishas como las maiko, aunque buscan una apariencia pálida, no usan una aplicación intensa de oshiroi a menos que lo usen para actuaciones especiales, sino que mezclan la base en la piel con el uso de un rubor, conocido como tonoko..
Para geishas y maiko, la aplicación de oshiroi varía según la edad, el estado y la región. Dado que la aplicación de oshiroi puede resultar desafiante, una maiko más joven puede hacer que su okā-san ("madre", generalmente la madre de la casa de geishas) o su mentora geisha "hermana mayor" se lo aplique al principio.
Los aprendices más jóvenes pueden, en algunas regiones, usar solo oshiroi y colorete al comienzo de su aprendizaje para marcar su inexperiencia, con la adición de delineador de ojos negro y rojo en una etapa posterior. Del mismo modo, las geishas mayores tienden a no usar rubor y usan oshiroi en menos ocasiones con el tiempo, y finalmente lo usan solo para ocasiones especiales y representaciones teatrales.
El estilo de cómo una maiko usa oshiroi también puede variar según la región de Japón en la que trabaja una aprendiz; en algunos distritos, las aprendices solo pueden usar una ligera aplicación de oshiroi, mientras que en otros, una aplicación más pesada es más común. Los estilos de maquillaje también pueden variar en el uso de colorete, delineador de ojos rojo y delineador de ojos negro; esto generalmente depende tanto de las inclinaciones de la madre de la casa como del estilo general del distrito de geishas.

## Kabuki
En contraste con las geishas y las maiko, los actores de kabuki aplican su oshiroi de forma densa, creando un rostro blanco brillante visible desde los asientos más alejados de la audiencia. Un actor de kabuki que hace un cambio rápido entre los personajes puede simplemente pintar sobre su maquillaje anterior, ya que el oshiroi es lo suficientemente opaco como para que el maquillaje anterior no sea visible.

## Historia
En el pasado, el tipo de oshiroi utilizado contenía plomo blanco y eventualmente envenenaba al usuario con plomo. El uso de albayalde en el maquillaje fue prohibido en Japón en 1934.